# John Osborne
John James Osborne (ur. 12 grudnia 1929 w Londynie, zm. 24 grudnia 1994 w Clun) – brytyjski dramatopisarz, a także scenarzysta i aktor filmowy.

## Życiorys
W 1963 zdobył Oscara i nagrodę BAFTA za najlepszy scenariusz adaptowany do filmu Przygody Toma Jonesa. Autor realistycznych dramatów z życia klasy robotniczej.
Był przedstawicielem grupy tzw. młodych gniewnych (obok Kingsleya Amisa, Alana Sillitoe, Johna Braine i Colina Wilsona)
Jego najwybitniejszym dziełem, który przyniósł mu natychmiastowy rozgłos, był debiutancki dramat Miłość i gniew (Look Back in Anger). Przedstawia w niej młodego inteligenta, buntującego się przeciw ograniczającym wolność jednostki społecznym i obyczajowym konwencjom.
Był pięciokrotnie żonaty. Miał 2 dzieci.
Zmarł w Clun na atak serca. Miał 65 lat.

## Twórczość
- utwory dramatyczne
  - Miłość i gniew (1956, Look Back in Anger)
  - Music-hall (1957, The Entertainer)
  - Luther (1961)
  - Epitaph for George Dillon (1963)
  - The World of Paul Slickey (1962)
  - Nie do obrony (1964, Inadmissible Evidence)
  - A Patriot for Me (1965)
  - Time Present (1968)
  - Hotel w Amsterdamie (1968, A Hotel in Amsterdam)
  - A Sense of Detachment (1972)
  - True – False (1973)
  - Deja Vu (1991)
- autobiografia
  - Lepszy rodzaj człowieka (1981, A Better Class of Person)
  - Almost a Gentleman (1991)